# Antinské vévodství

Znak prvního vévody z Antinu, Louise-Antoina de Pardaillan de Gondrin

Antinské vévodství (franc. Duché d'Antin) bylo vytvořeno v roce 1711 jako vévodství s pairským titulem. Na vévodství byl povýšen stávající marquisat d'Antin, vytvořený pro rodinu Pardaillan de Gondrin.

## Historie
Markýzství Antin vzniklo sloučením několika panství v Gaskoňsku. Pozdější vévodství pak zahrnovalo území kolem obcí Antin, Ausmes (Osmets), Bonnefont, Trouley (Trouley-Labarthe), Labarthe (Trouley-Labarthe), Laméac, Oursbelille, Sarrouilles, Bastanous (Manas-Bastanous), Bernadets, Castex, Sadeillan, Bonrepos a Miélan.
Prvním členem Pardaillanů, který byl povýšen do vévodského stavu, byl Louis-Antoine, syn Madame de Montespan, která byla milenkou krále Ludvíka XIV. Nositeli titulu vévody z Antinu se postupně stal ještě syn a vnuk Louise-Antoina.

## Držitelé titulu
- Louis-Antoine de Pardaillan de Gondrin (1665–1736), ředitel Královských budov (Bâtiments du Roi)
- Louis de Pardaillan de Gondrin (1688–1712), II. vévoda z Antinu
- Louis de Pardaillan de Gondrin (1707–1743), III. vévoda z Antinu